# 에스파냐 광장 (바르셀로나)

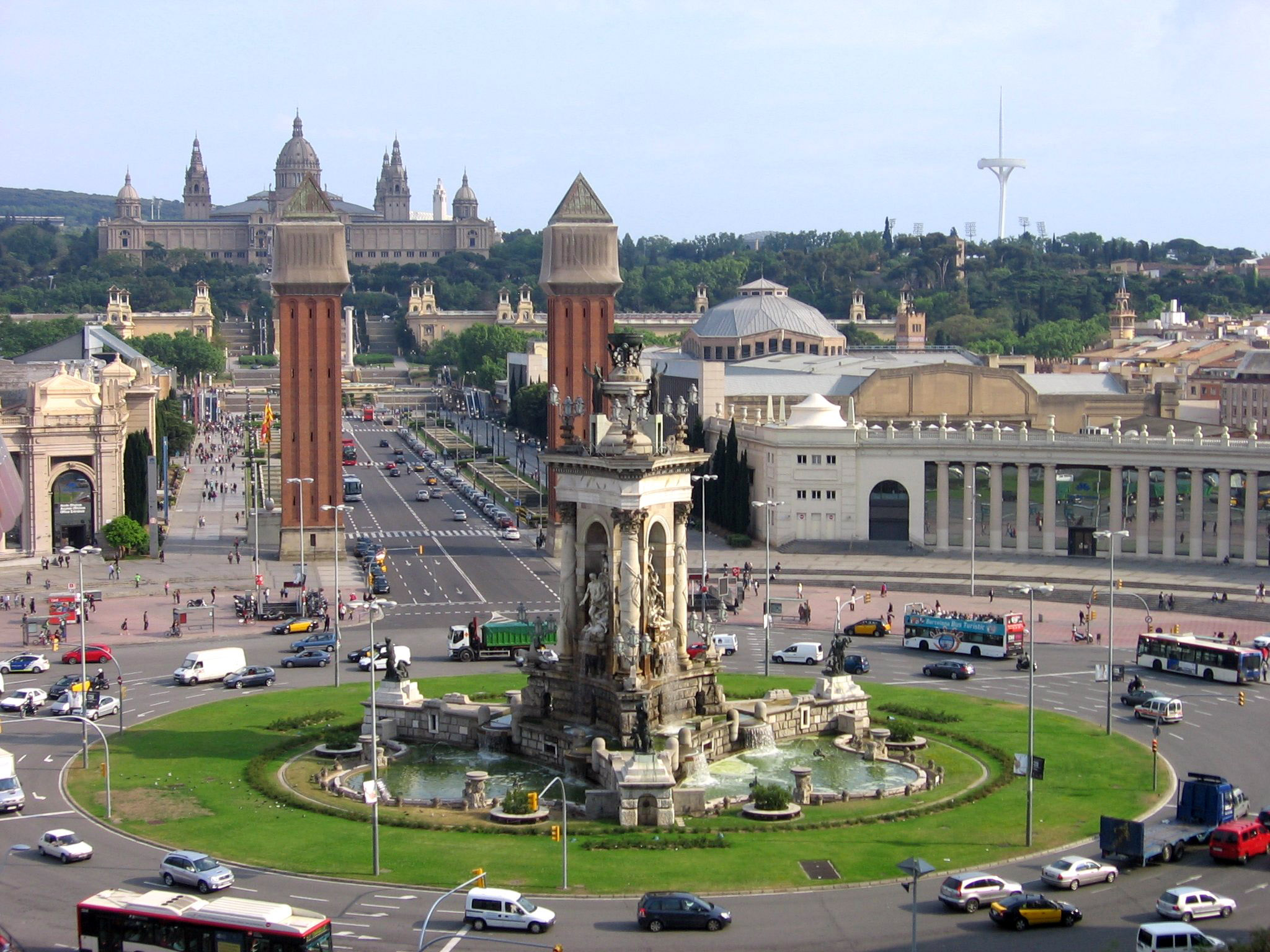
에스파냐 광장

에스파냐 광장(카탈루냐어: Plaça d'Espanya, 스페인어: Plaza de España)은 스페인 바르셀로나에 있는 광장이다.